# Levicaris mammillata
Levicaris mammillata is een garnalensoort uit de familie van de Gnathophyllidae. De wetenschappelijke naam van de soort is voor het eerst geldig gepubliceerd in 1931 door Edmondson.